# Hilara pseudoflavipes
Hilara pseudoflavipes är en tvåvingeart som beskrevs av Raffone 2004. Hilara pseudoflavipes ingår i släktet Hilara och familjen dansflugor.
Artens utbredningsområde är Italien. Inga underarter finns listade i Catalogue of Life.